# Tora Harris
Pour les articles homonymes, voir Harris.
Tora Harris, né le 21 septembre 1978 à College Park dans l'État de Géorgie, est un athlète américain, spécialiste du saut en hauteur.
Il remporte l'épreuve du saut en hauteur lors des Championnats des États-Unis d'athlétisme 2009 avec un saut de 2,31 m.
Son record personnel est un saut de 2,33 m en juin 2006 à Indianapolis.